# Umar Farouk Abdulmutallab

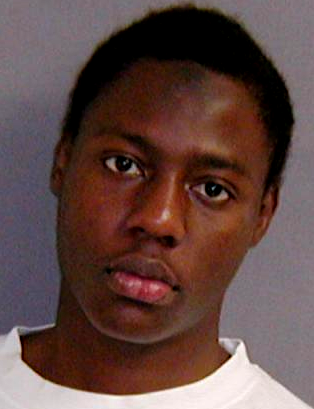
Umar Farouk Abdulmutallab, verdacht van een aanslag op Northwest Airlines-vlucht 253

Umar Farouk Abdulmutallab (Lagos, 22 december 1986) is een Nigeriaan die werd veroordeeld voor het tot ontploffing hebben willen brengen van een springstof aan boord van vlucht 253 van Northwest Airlines op 25 december 2009.

## Levensloop
Abdulmuttallab is de jongste van 16 kinderen van Alhaji Umaru Muttalab, oud-voorzitter van de First Bank of Nigeria (de grootste financiële instelling van Nigeria), oud-minister en invloedrijk zakenman. Zijn familie stamt uit Funtua, in de Nigeriaanse deelstaat Katsina, en behoort tot de bovenklasse van het land. Hij groeide op in een islamitisch milieu.
Van 2001 tot 2005 volgde hij onderwijs aan de Britse School in Lomé, de hoofdstad van Togo. Daar was hij een onopvallende leerling met goede resultaten. Een oud-leraar vertelde aan de BBC dat hij toen zeer religieus was en extreme opvattingen vertolkte. In 2005 behaalde hij het 'International Bacchalaureates Diploma'.
Gedurende de zomer van 2005 volgde hij een zomerstudie Arabisch in Jemen aan het Sanaa Instituut voor de Arabische Taal in het historische centrum van Sanaa.
Vanaf 2005 studeerde hij werktuigbouwkunde aan het University College in Londen. Datzelfde jaar werd hij lid van de Islamic Society van de universiteit, een jaar later werd hij er voorzitter van. Hij woonde in een duur appartement aan de Mansfield Street in de Londense West-End.
Medestudenten en docenten merken op dat hij veranderde, van ruimdenkend en open naar gesloten en diepreligieus. Hij ontwikkelde moslimfundamentalistische sympathieën.
Van 2005 tot 2007 verschenen berichten van "Farouk1986" op Facebook en gawaher.com. In deze berichten beklaagde Farouk1986 zich dat hij eenzaam was en nooit een waarachtige moslimvriend had gevonden. "Ik heb niemand om mee te praten, niemand om raad te vragen, niemand die mij steunt. Ik voel me depressief en eenzaam." The Washington Post beoordeelde 300 berichten van Farouk1986 en concludeerde dat de berichten een parate kennis van de westerse cultuur en gebruiken vertoonden. Het is nog niet bevestigd dat deze berichten werkelijk van Abdulmutallab afkomstig zijn.
In juni 2008 behaalde hij zijn diploma aan het University College, waarna hij Arabisch wilde studeren.
Reeds in april 2008 meldde hij zich via internet aan voor een Islamitisch Seminar in Houston, Texas. Hij kreeg een visum voor de VS, geldig tot 2010. Op 1 augustus 2008 vloog hij met British Airways van London Heathrow naar George Bush Intercontinental Airport. Hij volgde het seminar aan het AlMaghrib Institute in Houston en vloog op 17 augustus terug naar Londen.
In de daarop volgende periode verbleef hij in Londen, Nigeria, Egypte en Dubai. In mei 2009 vroeg hij een vernieuwd studentenvisum aan voor het Verenigd Koninkrijk. Dit werd hem geweigerd.
Begin augustus 2009 kwam hij aan in Jemen. Hij studeerde wederom aan het Sanaa Instituut voor de Arabische Taal, maar hij verscheen zelden op colleges.
Begin oktober 2009 belde hij zijn vader. Dit telefoongesprek bracht zijn vader er toe contact op te nemen met de Nigeriaanse autoriteiten. Deze adviseerden hem om contact op te nemen met de Amerikaanse Ambassade in Abuja, de hoofdstad van Nigeria. De vader bezocht de ambassade op 19 november met de waarschuwing dat zijn zoon radicale meningen had ontwikkeld, vermist was en zich vermoedelijk in Jemen ophield. De vader uitte een algemene bezorgdheid, maar had geen concrete informatie over een mogelijke aanslag. De informatie werd doorgegeven aan de FBI in Washington D.C., die Abdulmutallab liet opnemen in de TIDE-database (550.000 verdachte personen). Zijn visum werd echter niet ingetrokken en hij kwam evenmin op de no-fly lijst (4000 personen) terecht.
Van oktober tot eind november 2009 had hij contact met een Jemenitische tak van Al Qaida, onder andere met Anwar al-Awlaki. Hij kreeg een training ten behoeve van de omgang met, en het tot ontploffing brengen van een explosief. Begin december 2009 verliet hij Jemen met het explosief en keerde terug naar Nigeria.

## Aanslag
Onderweg naar Detroit probeerde hij het explosief tot ontsteking te brengen. Tot een ontploffing kwam het niet. Wel ontstond rook en vuur en liep hij brandwonden op aan handen, armen en benen. Een van de passagiers, de Nederlander Jasper Schuringa, overmeesterde hem, waarna hij met hulp van bemanning en andere passagiers in bedwang werd gehouden.
Speciaal agent van de FBI Theodore James Peisig stelde de aanklacht op, die op 26 december aan de verdachte werd voorgelezen door rechter Paul D. Borman in een vergaderzaal van the University of Michigan Medical Center in Ann Arbor, Michigan. De aanklacht luidde: willful attempt to destroy an aircraft with the special aircraft jurisdiction of the United States, willfully placing and causing to be placed a destructive device upon and in proximity to such aircraft (opzettelijke poging tot vernietiging van een vliegtuig onder jurisdictie van de VS en opzettelijk plaatsen van een middel tot vernietiging nabij en in dat vliegtuig).
Abdulmutallab bekende in 2011 schuld en werd uiteindelijk op 16 februari 2012 veroordeeld tot viermaal levenslang plus vijftig jaar. Hij zit deze straf sindsdien uit in ADX Florence in Colorado.